# Каховка (село)
Кахо́вка — село Андрієво-Іванівської сільської громади у Березівському районі Одеської області, Україна. Населення становить 84 осіб.

## Населення
Згідно з переписом УРСР 1989 року чисельність наявного населення села становила 106 осіб, з яких 43 чоловіки та 63 жінки.
За переписом населення України 2001 року в селі мешкала 81 особа.

### Мова
Розподіл населення за рідною мовою за даними перепису 2001 року:
| Мова       | Відсоток |
| ---------- | -------- |
| українська | 90,48 %  |
| російська  | 8,33 %   |
| румунська  | 1,19 %   |